# Copiapoa megarhiza
Copiapoa megarhiza är en art inom randkaktussläktet och familjen kaktusväxter, som har sin naturliga utbredning i Chile.

## Beskrivning
Copiapoa megarhiza är en klotformad eller tillplattat klotformad grågrön kaktus som blir 5 till 10 centimeter i diameter. Den är uppdelad i 10 till 21 åsar, som något uppdelad i vårtor. Längs åsarna sitter 1 till 10 mest raka centraltaggar som blir 1,5 till 4 centimeter långa. Runt dessa sitter 7 till 12, gula bruna eller svarta, radiärtaggar som blir 0,5 till 2,5 centimeter långa.

## Underarter
C. megarhiza ssp. megarhiza
Grundarten beskrivs som ovan.
C. megarhiza ssp. echinata (F.Ritter) G.J.Charles 2006 
Underarten echinata har kraftig pålrot med tunn rothals. Den är uppdelad i 13 till 21 breda åsar som blir 8 millimeter höga. Taggarna är raka, bruna eller svarta men blir grå med åldern. Den har 4 till 20 spretiga centraltaggar som blir 15 till 40 millimeter långa. Runt dessa finns 7 till 12 tunna radiärtaggar som blir 5 till 15 millimeter långa.

## Synonymer
C. megarhiza ssp. megarhiza
Copiapoa brunnescens Backeb. 1959, nom. inval.
C. megarhiza ssp. echinata
Copiapoa echinata F.Ritter 1959